# Xian de Dongshan
Pour les articles homonymes, voir Dongshan.
Le xian de Dongshan (东山县 ; pinyin : Dōngshān Xiàn) est un district administratif de la province du Fujian en Chine. Il est placé sous la juridiction de la ville-préfecture de Zhangzhou.

## Démographie
La population du district était de 200 591 habitants en 1999.